# ژونگه
ژونگه (به لهستانی:  Rzewnie) یک روستا در لهستان است که در گمینا ژونگه واقع شده‌است.